# El Salto (Durango)
Pour les articles homonymes, voir El Salto.
La ville de El Salto est située dans l'état mexicain de Durango. Elle est le chef-lieu de la municipalité de Pueblo Nuevo.

## Géographie
El Salto se trouve à environ 100 km de la capitale de l'État, Durango; elle est enclavée dans la Sierra Madre occidentale. Sa ressource de revenus majeure est l'exploitation forestière et compte pour ceci avec l'Institut Technologique Forestier, fondé en 1976 grâce à une convention établie entre les gouvernements du Mexique et d'Autriche. Sa création a eu lieu grâce à l'impulsion de l'activité forestière dans cette zone du pays.
Dans la banlieue de El Salto se trouve une base militaire qu'il fonctionne en opérationnels contre le trafic de stupéfiants sur toute la largeur de la sierra
La ville est le point central de la route fédérale 40 et 40D Durango-Mazatlán et héberge en plus une des bases de la Conafor qui étudie l'impact de reforestation et attribue les permissions et combat les coupes forestières illégales.

## Climat
Le climat est montagnard et tempéré avec des températures descendant jusqu'à -15 °C.
Ses longs hivers sont accompagnés de nombreuses gelées dont l'humidité,  qui provient de l'océan pacifique, créent des fines capes de gel qui  couvrent les pâturages et le bois d'un blanc éclat. La neige fondue tombe chaque année en hiver et de la neige tombe à certaines occasions.
Les étés sont tempérés avec une température moyenne de 19 °C et avec des pluies de juin à septembre.
| Mois                                  | jan.       | fév.     | mars     | avril    | mai      | juin    | jui.    | août    | sep.    | oct.     | nov.     | déc.      | année |
| ------------------------------------- | ---------- | -------- | -------- | -------- | -------- | ------- | ------- | ------- | ------- | -------- | -------- | --------- | ----- |
| Température minimale moyenne (°C)     | −5,4       | −6,1     | −4,4     | −2,2     | 0,8      | 5,7     | 8       | 8,1     | 7       | 1,6      | −3,6     | −5        | 0,4   |
| Température moyenne (°C)              | 5,7        | 6,1      | 7,7      | 9,9      | 12,2     | 15      | 15,4    | 15,3    | 14,2    | 10,9     | 7,7      | 6,2       | 10,5  |
| Température maximale moyenne (°C)     | 16,8       | 18,3     | 19,9     | 21,9     | 23,6     | 24,4    | 22,9    | 22,5    | 21,4    | 20,3     | 19,1     | 17,4      | 20,7  |
| Record de froid (°C) date du record   | −13,5 1964 | −15 1971 | −12 1964 | −12 1962 | −12 1959 | −8 1979 | −5 1974 | −8 1982 | −5 1979 | −10 1970 | −12 1975 | −15 1973  |       |
| Record de chaleur (°C) date du record | 30 1962    | 29 1954  | 32 1954  | 37 1954  | 34 1954  | 34 1962 | 31 1980 | 32 1973 | 28 1973 | 31 1984  | 28 1952  | 25,5 1956 |       |
| Précipitations (mm)                   | 55,7       | 20,9     | 16,7     | 12,4     | 27,5     | 130,8   | 195,5   | 183,3   | 150,3   | 65,5     | 24,4     | 64,8      | 947,8 |
| Nombre de jours avec précipitations   | 3,4        | 1,5      | 1,1      | 1,4      | 3,2      | 11,6    | 17,3    | 16,7    | 12,4    | 5,2      | 2        | 3,9       | 79,7  |

| Diagramme climatique                                  |              |              |              |             |              |            |              |            |             |              |            |
| J                                                     | F            | M            | A            | M           | J            | J          | A            | S          | O           | N            | D          |
| 16,8−5,455,7                                          | 18,3−6,120,9 | 19,9−4,416,7 | 21,9−2,212,4 | 23,60,827,5 | 24,45,7130,8 | 22,98195,5 | 22,58,1183,3 | 21,47150,3 | 20,31,665,5 | 19,1−3,624,4 | 17,4−564,8 |
| Moyennes : • Temp. maxi et mini °C • Précipitation mm |              |              |              |             |              |            |              |            |             |              |            |

## Tourisme
El Salto compte des lieux pour pratiquer le rappel, l'escalade et la tyrolienne.